# فرست هورایزن
فرست هورایزن (انگلیسی: First Horizon) شرکت خدمات مالی آمریکایی است، که در سال ۱۸۶۴ تأسیس شد.